# 亞洲公路67號線
亞洲公路67號線（英語：Asian Highway 67），編號，是亞洲公路網系統中的一條通過中華人民共和國及哈薩克的道路。其線路全長約2,288公里，起點位於中華人民共和國新疆維吾爾自治區奎屯市，中途與亞洲公路60號線和亞洲公路64號線共線，並與亞洲公路5號線、亞洲公路7號線和亞洲公路62號線連接，終點位於哈薩克傑茲卡茲甘。

## 主經城市
亞洲公路67號線連接中華人民共和國和哈薩克。以下是亞洲公路67號線主要途經城市：

### 中華人民共和國
- 奎屯
- 塔城

### 哈薩克
- 塔克斯肯（英语：Taskesken）
- 塞米伊
- 巴甫洛達爾
- 施德齊（俄语：Шидерты）
- 卡拉干達
- 傑茲卡茲甘

## 相接道路
亞洲公路65號線承亞洲公路5號線，接亞洲公路62號線；中途則與亞洲公路60號線自塔克斯肯至巴甫洛達爾、與亞洲公路64號線自塞米伊至施德齊共線；另與亞洲公路7號線在卡拉干達相接。

## 外部連結
- Google地圖（页面存档备份，存于）